# Fanfan la Tulipa (pel·lícula de 1952)
Fanfan la Tulipa (títol original en anglès: Fanfan la Tulipe) és una pel·lícula francesa dirigida per Christian-Jaque, estrenada el 1952. Ha estat doblada al català.

## Argument
Per escapar al matrimoni amb una noia de pagès al qual volen obligar-lo, Fanfan fuig de París i s'allista en l'exèrcit francès, després que Adeline, una astròloga li ha predit una brillant carrera, i fins i tot el seu matrimoni amb Henriette, la filla del rei Lluís XV de França.
Però una vegada que Fanfan ha signat el seu contracte, s'adona que Adeline és filla del sergent-reclutador La Franchisse i que la mateixa «predicció» ja ha fet atrapar molts altres en l'exèrcit. Fanfan es jura que complirà la predicció. Salva la vida de Madame de Pompadour, l'amant del rei, atacada per lladres després d'un accident. En agraïment, rep d'ella un fermall en forma de tulipa i li posa el sobrenom de «Fanfan la Tulipa».
Quan una mica més tard vol retre visita a Henriette i entrar al seu castell, és detingut i condemnat a mort. Adeline aconsegueix salvar-lo demanant ella mateixa la seva gràcia a Lluís XV... que voldria els seus favors en contrapartida. És segrestada i Fanfan així com l'amic d'aquest es llancen a la seva persecució. El que fa que caiguin per casualitat al bell mig del quarter general enemic i aconsegueixen capturar els generals enemics. Quan el rei se n'assabenta, en principi queda decebut, ja que en la seva opinió una victòria no es pot concebre sense elevades pèrdues, però es consola dient-se que serà la pròxima vegada. En agraïment, Fanfan és agraciat i rep el dret de casar-se amb Adeline que esdevé la filla adoptiva del rei.

## Repartiment
- Gérard Philipe: Fanfan la Tulipe
- Gina Lollobrigida: Adeline La Franchise
- Noël Roquevert: Fier-à-Bras
- Olivier Hussenot: Tranche-Montagne
- Marcel Herrand: Lluís XV, Rei de França
- Nerio Bernardi: El sergent La Franchise
- Jean-Marc Tennberg: Lebel
- Jean Parédès: el capità de la Houlette
- Geneviève Page: La Marquesa de Pompadour
- Georgette Anys: Sra. Tranche-Montagne
- Sylvie Pelayo: Henriette de França
- Irène Young: Marion Guillot
- Henri Rollan: El mariscal d'Estrées
- Lucien Callamand: El mariscal de Brandebourg
- Hennery: Guillot
- Lolita De Silva: La dama d'honor de la Marquesa de Pompadour
- Jean Debucourt: La veu de l'historiador
- Joe Davray: Un soldat
- Gérard Buhr: Un bandit
- Jacky Blanchot: Un soldat
- Gil Delamare: Un soldat
- Georges Demas: Un soldat
- Guy Henry: Un soldat
- Harry Max: Un soldat
- Paul Violette: Un soldat
- Françoise Spira :

## Premis i nominacions

### Premis
- 1952: Premi a la millor direcció del Festival de Canes[3]
- 1952: Os de Plata del Festival de Berlin[3]

### Nominacions
- 1952: Gran Premi del Festival de Canes

## Comentaris
- Els exteriors han estat rodats en la major part a Grassa, sobretot al barri de la Paoute (St. Donat) així com al castell de Maintenon i a Sospel.
- En la seva estrena va aconseguir 6,71 milions d'espectadors mentre el remake de Gérard Krawczyk no va atraure més de 1.5 milions.
- El 2003, Gérard Krawczyk va estrenar un remake d'aquesta pel·lícula amb Vincent Pérez i Penélope Cruz als dos papers principals.